# Kouloh
Kouloh est une localité du département de Tiankoura, dans la province du Bougouriba (région du Sud-Ouest) au Burkina Faso. En 2006, cette localité comptait 173 habitants dont 57.2% de femmes.